# Sturla (Genua)

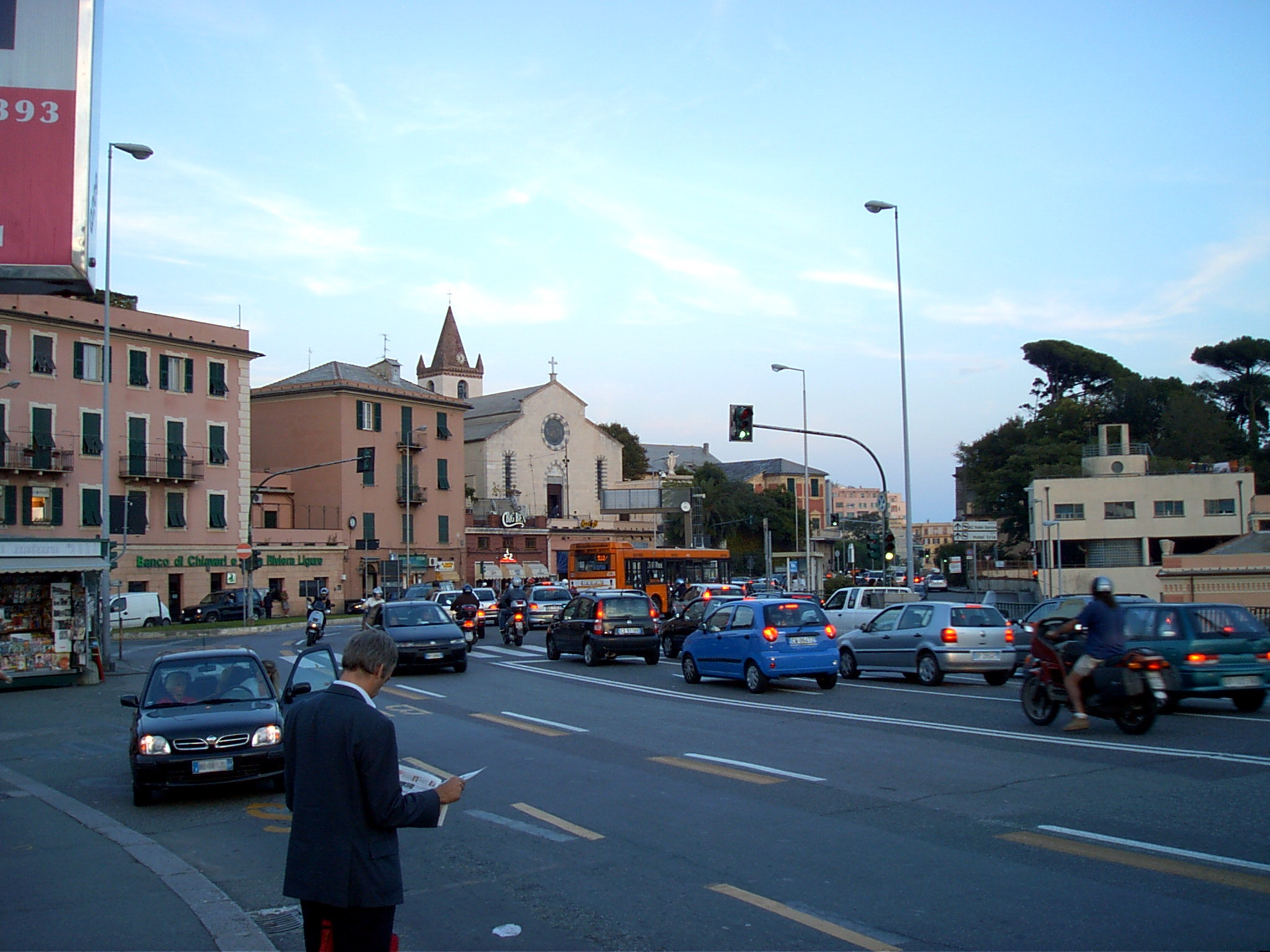
Die zentrale Piazza Sturla

Sturla (im Ligurischen: Stûrlâ) ist ein Stadtteil der norditalienischen Hafenstadt Genua. Das ehemals unabhängige Fischerdorf liegt mit mehreren kleinen Buchten direkt am Golf von Genua. Es gehört zu dem Munizip IX – Levante und hat eine Einwohnerzahl von 8278.
Im 18. Jahrhundert gehörte das Territorium des heutigen Sturla zur Gemeinde San Martino d’Albaro, die Ortschaft Vernazzola hingegen zu San Francesco d’Albaro. Beide wurden 1874 unter dem Namen Sturla zusammengefasst und der Stadt Genua angegliedert.